# Hospital Reina Sofía (Tudela)
El Hospital Reina Sofía es el hospital público de Tudela (Navarra, España), que atiende a la población de la Merindad de Tudela. Pertenece al Servicio Navarro de Salud.

## Historia

### Antecedentes[1]
Durante los siglos XII y XIII, al no existir asistencia médica oficial, se crearon hospitales gremiales mantenidos a base de donaciones y herencias, donde se atendían a enfermos pobres, ancianos, niños expósitos, peregrinos y otros necesitados. 
Los más antiguos conocidos en Tudela son la Alberguería de Santa María (citada en 1163), el Hospital de Tudela (citado en 1164), el Hospital o Albergue de Pobre (citado en 1188), la Alberguería de la Natividad de Nuestra Señora (citada en 1228)  y el Hospital de San Nicolás (citado en 1279).

### Hospital Nuestra Señora de Gracia
En 1549, Fray Miguel de Eza, caballero de la Orden de Alcántara funda el Hospital Nuestra Señora de Gracia para atender a los enfermos y necesitados.
Fue construido entre 1557 y 1558 a las afueras de la ciudad, sobre el antiguo convento de San Francisco, en la orilla derecha del río Queiles frente al puente de Albazares, cerca de la puerta del mismo nombre, una de las principales entradas de la muralla. Junto con el hospital, se situaba una iglesia, consagrada el 7 de enero de 1575, siendo la actual Iglesia Parroquial de Santa María. 
El hospital contaba para su mantenimiento además de la caridad pública, con los cuantiosos bienes que dejaron su fundador y otros donantes; con los ingresos de distintos arrendamientos incluso los de los balcones de la casa que daban a la plaza donde hacían la corridas de toros.
Durante tres siglos personas seglares atendieron la asistencia a los enfermos y necesitados. No es hasta marzo del 1854, que los patrones del hospital entran en contacto con Superiores de las Hijas de la Caridad de San Vicente de Paúl, que pasarían a gestionar el hospital de ahí en adelante.
En 1940 fue remodelada para incorporar una serie de porches en el piso inferior y así tener una mayor amplitud.
En 1948 se inauguró la Clínica de la Milagrosa dentro del edificio del Hospital.
Desde 1986, el edificio se reconvirtió en una residencia de ancianos. 
En 1995 se empezó con la remodelación del edificio, y en 1998 se inauguró el nuevo edificio Residencia Nuestra Señora de Gracia.

### Hospital Reina Sofía
El hospital actual Reina Sofía comenzó su actividad de manera escalonada el 27 de enero de 1986, no sería inaugurado oficialmente por la Reina Sofía hasta el 20 de febrero de 1986.
En 1986, disponía de servicios de Medicina Interna, Cirugía, Traumatología, Pediatría, Ginecología, Obstetricia, Urgencias y Urología, Farmacia, Anestesia y Reanimación, Laboratorio, y Radiodiagnóstico, además de 140 camas cuyo número sería posteriormente ampliado.  
Sus servicios se han incrementado a lo largo de los años, añadiendo una Unidad Oncológica en 2002, una unidad de Hospitalización a Domicilio en 2006, y la apertura de la Unidad de Hospitalización Psiquiátrica de enfermos agudos en 2008.

## Cobertura Asistencial
El Hospital Reina Sofía es un hospital general de primer nivel que da cobertura a un territorio con una población de unos 100.000 habitantes, cubriendo un área que abarca 22 municipios.
Está ubicado geográficamente en el centro del Área de Salud de Tudela, distribuyéndose todos los centros de salud y consultorios en forma de estrella a su alrededor.

### Atención Primaria
Es el hospital asignado para 7 centros de salud y 16 consultorios de Atención Primaria, entre los que se incluyen:
- Centro de Salud de Tudela Oeste - Gayarre
- Centro de Salud de Tudela Este - Santa Ana

1. Consultorio de Fontellas

- Centro de Salud de Corella

1. Consultorio de Castejón

- Centro de Salud de Cintruénigo

1. Consultorio de Fitero

- Centro de Salud de Valtierra

1. Consultorio de Arguedas
2. Consultorio de Cadreita
3. Consultorio de Milagro
4. Consultorio de Villafranca

- Centro de Salud de Cascante

1. Consultorio de Ablitas
2. Consultorio de Barillas
3. Consultorio de Murchante
4. Consultorio de Monteagudo
5. Consultorio de Tulebras

- Centro de Salud de Buñuel

1. Consultorio de Cabanillas
2. Consultorio de Cortes
3. Consultorio de Fustiñana
4. Consultorio de Ribaforada

## Cartera de servicios[11]
| - Alergología - Aparato Digestivo - Cardiología - Endocrinología - Hematología y Hemoterapia - Medicina Interna - Geriatría - Nefrología - Neurología - Neumología - Oncología - Pediatría - Urgencias | - Cirugía General y de Aparato Digestivo - Dermatología - Obstetricia y Ginecología - Oftalmología - Otorrinolaringología - Traumatología y Cirugía Ortopédica - Urología | - Análisis Clínicos - Anestesiología y Reanimación - Bioquímica - Farmacia Hospitalaria - Medicina Intensiva - Medicina Preventiva - Psiquiatría - Psicología Clínica - Radiodiagnóstico - Rehabilitación |

## Personal
En el centro trabajan alrededor de 1055 profesionales. Cuenta con personal fijo y temporal:
- facultativos 184
- enfermería 357
- otro personal 514

## Instalaciones y recursos
Consta de un edificio principal, de 6 plantas, que incluyen consultas, área de hospitalización, quirófanos, radiología y hemodiálisis, además de los servicios centrales. 

### Accesos
Se puede llegar al hospital con las líneas de autobús urbano de Tudela, concretamente con las líneas roja y amarilla.
Al hospital se puede acceder por la vía  N-121-C 